# Радунский, Александр Иванович
Александр Иванович Радунский (21 июля [3 августа] 1912, Москва — 27 августа 1982, там же) — советский артист балета, танцовщик, балетмейстер, хореограф, педагог, сценарист. Заслуженный артист РСФСР (1937), Заслуженный деятель искусств РСФСР (1958).

## Биография
Сын артиста цирка Ивана Семёновича Радунского (1872—1955) — клоун Бим.
В 1930 г. окончил Московское хореографическое училище (курс М. М. Габовича).
С 1930 по 1962 год — солист балета Большого театра СССР. В этом же театре с 1937 г. — балетмейстер, в 1949—1962 гг. — балетмейстер-репетитор.
В 1962—1965 гг. — балетмейстер Ансамбля песни и пляски Советской Армии им. А. В. Александрова.
Преподавал в Московском хореографическом училище.
Похоронен на Донском  кладбище (4 уч.).

## Творчество
Артисту  Радунскому были свойственны яркая мимическая выразительность, музыкальность, пластичность движений, мягкий юмор.

### Балетные партии
- «Алые паруса» В. Юровского — Эгль
- «Баядерка» Л. Минкуса — факир Макдавая
- «Дон Кихот» Л. Минкуса — Дон Кихот; Лоренцо
- «Конёк-Горбунок» Р. Щедрина — Царь; Хан
- «Коппелия» Л. Делиба — Коппелиус
- «Красный мак» Р. Глиэра — Капитан
- «Мирандолина» С. Василенко — граф Альбафьоритта
- «Ромео и Джульетта» С. Прокофьева — синьор Капулетти
- «Спящая красавица» С. Прокофьева — Каталабюд
- «Три толстяка» В. Оранского — доктор Гаспар
- «Тщетная предосторожность» Л. Герольда — Мишо; Марселина (в спектакле МХУ, 1980)
- «Щелкунчик» П. Чайковского — Мышиный Король

### Постановки
- 1937 — «Аистёнок» В. Кулакова и Э. Рогова (совместно с Л. Поспехиным и Н. Попко).
- 1939 — «Светлана» Д. Клебанова (совместно с Л. Поспехиным и Н. Попко).
- 1942 — «Алые паруса» В. Юровского (совместно с Л. Поспехиным и Н. Попко, 1942).
- 1952 — «Сорочинская ярмарка» на музыку А. Рябова, Московский театр оперетты.
- 31 августа 1957 — «Каменное гнездо» по пьесе X. Вуолийоки, постановка М. Н. Гладкова и В. И. Хохрякова, Малый театр.
- 1960 — «Конёк-Горбунок» Р. Щедрина.
- 1977 — «Коппелия» Л. Делиба, Московское хореографическое училище (совместно с С. Головкиной и М. Мартиросяном).

Кроме того, Александр Радунский был постановщиком концертных номеров в Большом театре, в Московском хореографическом училище, на эстраде, в ансамблях и танцевальных коллективах.

### Фильмография
| Год  | Название                       | Роль                     |
| ---- | ------------------------------ | ------------------------ |
| 1951 | Большой концерт                | хореограф                |
| 1954 | Ромео и Джульетта              | синьор Капулетти         |
| 1957 | Лебединое озеро                | сценарий                 |
| 1960 | Хрустальный башмачок           | церемониймейстер         |
| 1961 | Вечера на хуторе близ Диканьки | Голова                   |
| 1961 | Сказка о Коньке-Горбунке       | Царь, режиссёр, сценарий |

## Награды и признание
- Орден Трудового Красного Знамени (27 мая 1951)[2]
- Орден Дружбы народов (25 мая 1976)[3]
- Орден «Знак Почёта» (1964)
- Заслуженный артист РСФСР (2 июня 1937)
- Заслуженный деятель искусств РСФСР (1958)

## Семья
Жена — Зинаида Михайловна Вяземская, артистка балета Большого театра СССР.

Дочь — Виктория Радунская, драматическая актриса.